# Skotawa
Skotawa (kasz. Skòtawa, niem. Schottow) – rzeka w Polsce, w województwie pomorskim, przepływająca przez obszar dwóch gmin – Dębnicy Kaszubskiej w powiecie słupskim i Czarnej Dąbrówki w powiecie bytowskim. Stanowi prawostronny dopływ Słupi o długości 44,6 km.
Głównymi dopływami rzeki są Graniczna (10,7 km), Maleniec (9,6 km), Karżniczka (6,5 km), nazywana także Warblewską Strugą, oraz Dopływ z Jez. Unichowskiego (4,4 km). Sama zaś stanowi najdłuższy dopływ Słupi.

## Położenie
Skotawa według regionalizacji fizycznogeograficznej Jerzego Kondrackiego leży na obszarze megaregionu Pozaalpejska Europa Środkowa, prowincji Nizina Środkowoeuropejska, podprowincji Pojezierza Południowobałtyckie, makroregionu Pojezierza Zachodniopomorskiego (314.4), mezoregionu Wysoczyzna Polanowska (314.46). Mezoregion ten zaliczany jest do typu wysoczyzn młodoglacjalnych przeważnie z jeziorami, w większości o charakterze gliniastym, falistym lub płaskim.

## Ochrona
Źródłowy odcinek Skotawy wraz z jeziorami Lipieniec (inne nazwy: Lipieniec Duży), Lipieniec Mały, położonymi w biegu rzeki, oraz Spokojne objęty został ochroną. Rozporządzeniem Nr 23/2008 Wojewody Pomorskiego z dnia 7 listopada 2008 r. powołany został rezerwat przyrody „Skotawskie Łąki”, którego celem jest przede wszystkim zabezpieczenie zespołu torfowisk soligenicznych i topogenicznych oraz cennych przyrodniczo ekosystemów wodnych, łąkowych i leśnych.

## Gospodarka
Na rzece jest co najmniej kilka jazów i zastawek, m.in. w Nożynku, Jaworach, Jamrzynie, Starniczkach, Dębnicy Kaszubskiej i Skarszowie Dolnym.